# イェータ川

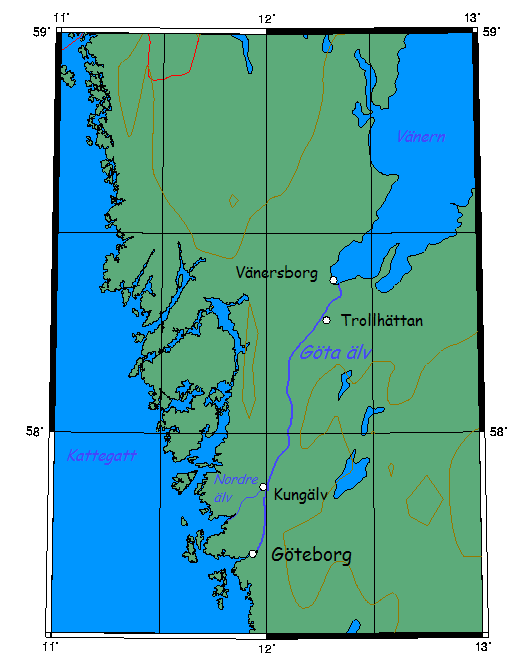
流路

イェータ川（Göta älv）は、ヴェーネルン湖から流れ出て、スウェーデンの西海岸を流れる河川である。流域は、初期イェート人（en:Geats）の居住地であるイェータランドに属する。クングエルブ（en:Kungälv）の川沿いには、ボフス要塞（en:Bohus Fortress）がある。ここで南西の方角へNordre川を分ける。さらに南へ流れイェーテボリ市でカテガット海峡へ注ぐ。
トロルヘッタンでは、ダム、運河の閘門、そして水力発電所が設けられている。閘門は、大きな貨物船さえも航行可能にし、またその川は、ストックホルムまで大部分が内陸を通る水路であるイェータ運河の一部を成している。
イェータ川の発電所は、トロルヘッタン周辺に集まっている鉄鋼産業に電力を供給し、産業革命に貢献した。夏の間には毎日数分間、ダムの放水路が開かれ、観光客が川を流れ落ちる水を見るために集まってくる。
座標: 北緯58度00分00秒 東経12度07分34秒 / 北緯58.00000度 東経12.12611度